# Antonio Jiménez Blanco
 Antonio Jiménez Blanco  (Granada, 24 de enero de 1924-Madrid, 31 de agosto de 2014) fue un jurista y político español.

## Biografía
Licenciado en Derecho por la Universidad de Sevilla, fue alumno de la Escuela de Estudios Hispanoamericanos durante los años 1945 y 1946. Ejerció la abogacía desde 1955, especializado en las áreas del Derecho Mercantil y Matrimonial en su ciudad de nacimiento. Posteriormente fue secretario del consejo de administración de Centros Turísticos, Sociedad Anónima, la empresa promotora del centro de deportes de invierno de Sierra Nevada y secretario del consejo de administración de la empresa azucarera granadina "La Vega". Articulista de la prensa local granadina en la que publicó artículos relacionados con su profesión. Antonio Jiménez Blanco también fue un especialista en Historia de España, concretamente en el periodo del Sexenio Democrático (1868-1874) y de la Segunda República y la Guerra Civil. Además ostentó las presidencias del Centro Artístico, Literario y Científico de Granada y del Club Larra.
Antonio Jiménez Blanco se afilió al Partido Demócrata Popular (perteneciente a la Internacional Liberal) de la que formó parte de su consejo directivo. Fue elegido senador por la provincia de Granada el 15 de junio de 1977, presentando su candidatura por el partido de la Unión de Centro Democrático. Fue designado portavoz del grupo parlamentario de este partido en el Senado durante la Legislatura Constituyente, participando en la Comisión Mixta con el Congreso que redactó el texto definitivo de la Constitución. 
Durante su etapa en UCD fue presidente provincial del partido en Granada hasta su renuncia en 1979, proponiendo durante su mandato a José Sánchez Faba como candidato a la alcaldía de Granada en las elecciones municipales de 1979, las primeras de la democracia actual. Sánchez Faba sería al final quién sucediese a Jiménez Blanco al frente de la organización provincial centrista. 
Su papel durante el proceso autonómico andaluz estuvo muy determinado por su propia disposición a no malquistarse con los órganos nacionales del partido centrista, yendo en una línea ideológica muy similar a la de su compañero de partido Joaquín García-Romanillos Valverde, pues los dos apostaban por una Andalucía única, aunque también descentralizada, a diferencia de numerosos cuadros provinciales de la UCD granadina, que llegaron a decantarse en un momento dado por una autonomía para Andalucía Oriental.
No obstante, tanto Jiménez Blanco como García-Romanillos apostaban también por una amplia autonomía provincial (idea muy compartida y extendida también en la UCD granadina y almeriense) y tenían profundas reticencias hacia las aspiraciones sevillanas de obtener la capitalidad de la autonomía andaluza, lo que les hizo sospechar de un riesgo posible y futurible de centralismo sevillano, idea que combatieron y criticaron profusamente, exigiendo para la Diputación Provincial de Granada amplias competencias, similares a las de las diputaciones forales.
Cesó como senador el 26 de marzo de 1979 y fue elegido diputado por la Unión de Centro Democrático durante la I Legislatura, siendo candidato en su provincia de origen. Como ocurrió en el Senado, fue el portavoz de su grupo parlamentario. El 22 de octubre de 1980 cesó como diputado para ocupar la presidencia del Consejo de Estado, cargo que ocupó hasta el 7 de diciembre de 1982. Tras su paso por UCD, Antonio Jiménez Blanco se adhirió al Partido Liberal, en la que ostentó la secretaría general en 1987 y se incorporó al CDS al año siguiente.
Fue nombrado miembro de la Orden del Mérito Constitucional, caballero de la Orden de Isabel la Católica y poseía la gran cruz de la Orden de San Raimundo de Peñafort. Antonio Jiménez Blanco fue presidente de la Asamblea de exparlamentarios y colegiado de Honor del Colegio de Abogados de Granada. Casado, tuvo seis hijos.
Falleció en Madrid el 31 de agosto de 2014. En abril de 2024, el Ayuntamiento de Granada dedicó a Jiménez Blanco los jardines existentes dentro del recinto del Cuarto Real de Santo Domingo, nombrándolos con su nombre como homenaje. La petición de dicha concesión fue realizada por el Centro Artístico, Literario y Científico de Granada, que solicitó para el político el "máximo reconocimiento de la ciudad".
| Predecesor: Antonio María de Oriol | Presidente del Consejo de Estado de España 1980 - 1982 | Sucesor: Antonio Hernández Gil |

### Citas
1. ↑  Villa García, Roberto. El marco autonómico andaluz cuestionado: Unidad Granadina o el secesionismo oriental a principios de los noventa. p. 3.
2. ↑  La cuestión de las dos Andalucías en la transición política española
3. ↑  Ideal digital Periódico Ideal.
4. ↑  «Granada dedica el parque del Cuarto Real de Santo Domingo al político Antonio Jiménez Blanco». www.granadahoy.com. 13 de abril de 2024. Consultado el 11 de marzo de 2025.